# Pilea
Genre
Classification APG IV (2016)
Pilea est un genre de plantes à fleurs de la famille des Urticaceae, dont il représente la plus grande part. Les espèces sont présentes dans les zones tropicales, subtropicales et tempérées chaudes, hormis l'Australie et la Nouvelle-Zélande. À de rares exceptions près, ce sont des arbustes ou herbacées succulentes, préférant les situations ombragées, qui sont presque tous facilement reconnaissables des autres Urticacées par l'association de feuilles opposées, avec stipule ligulée sur chaque axe foliaire et des inflorescences en cyme ou en panicule.

## Utilisation

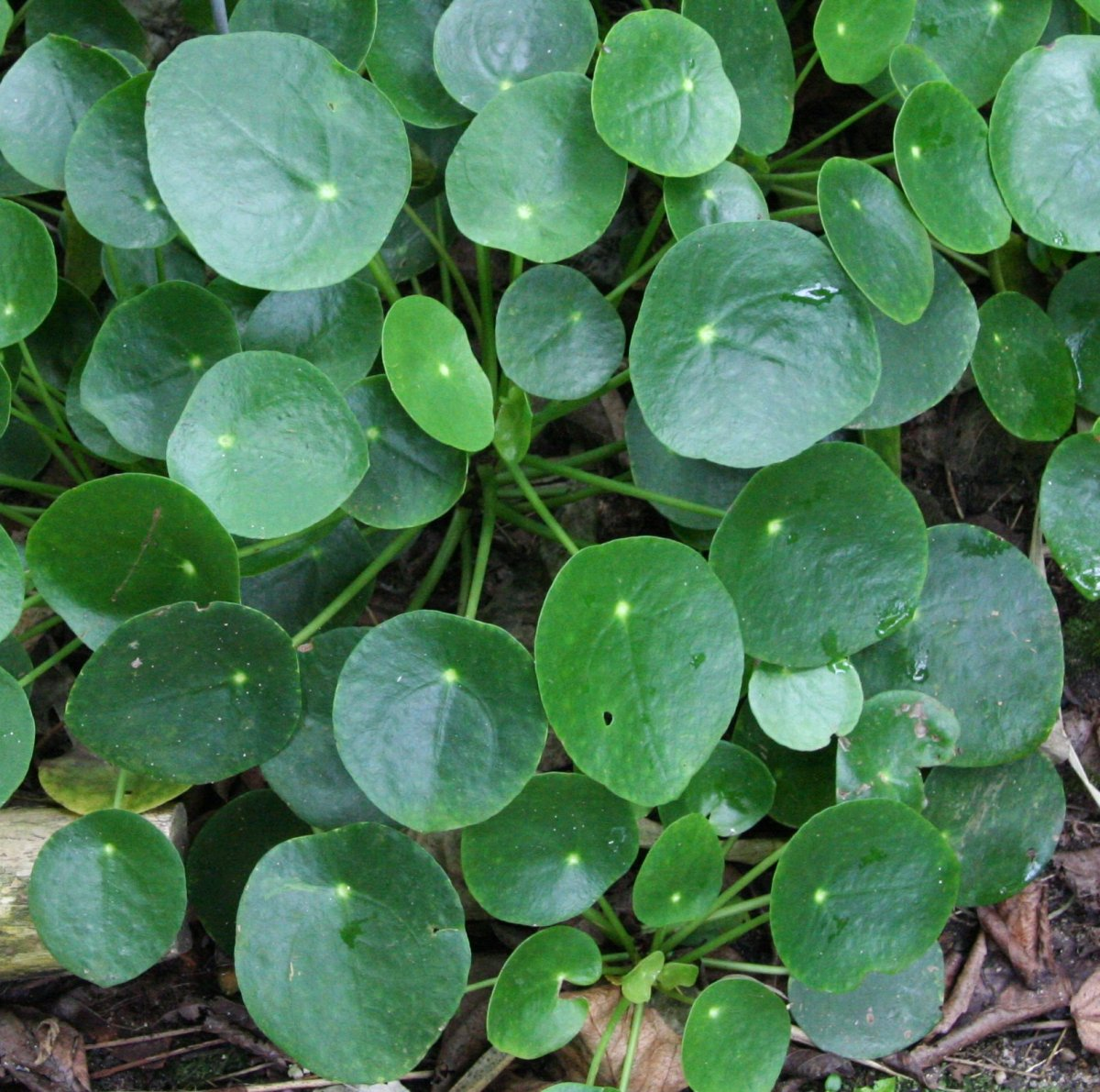
Pilea peperomioides.

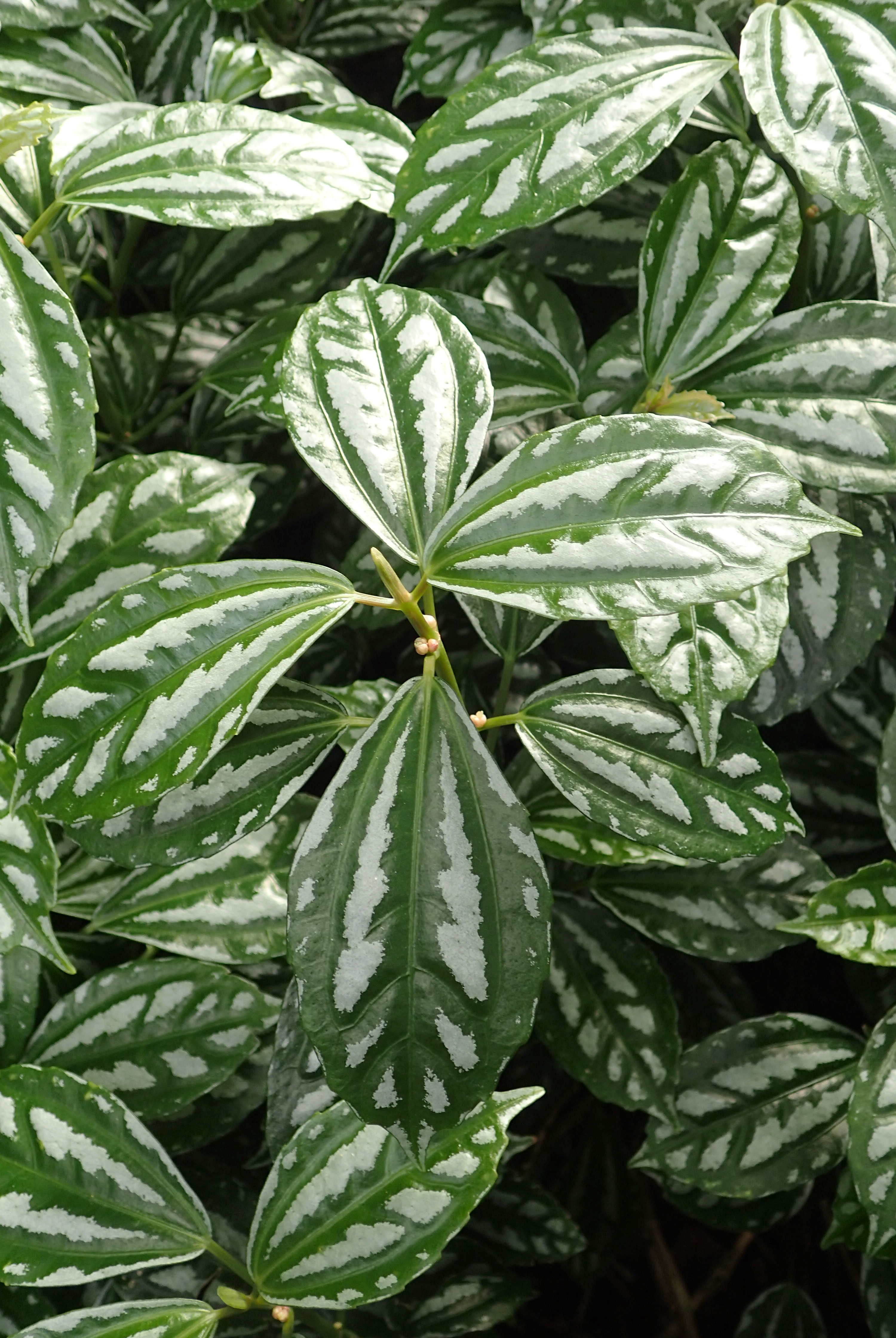
Pilea cadierei.

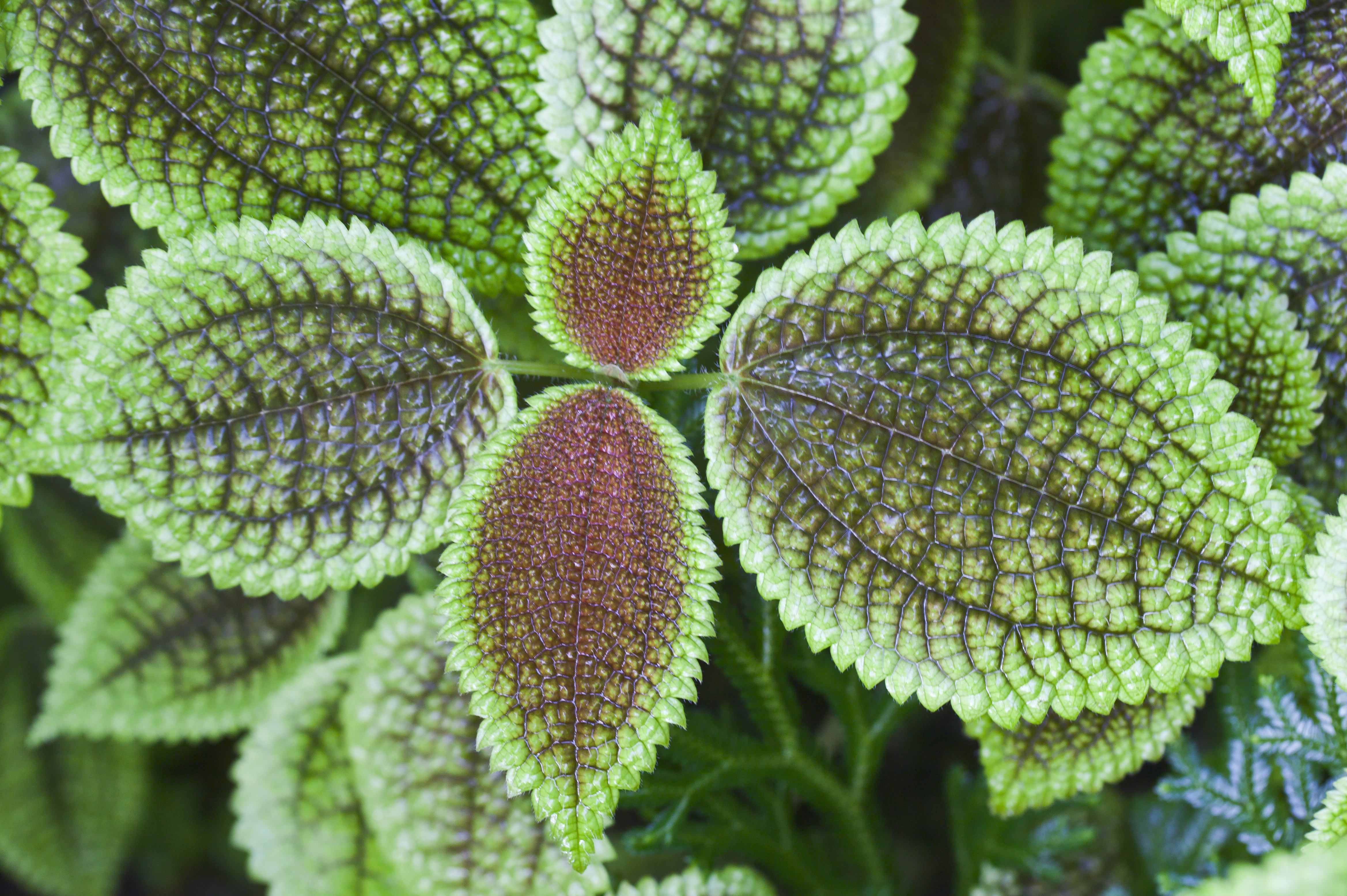
Pilea involucrata.

Plusieurs espèces sont couramment cultivées comme plantes d'intérieur ou de terrarium. Elles sont appréciées pour leur feuillage ornemental, un faible développement et leur capacité à supporter le manque de lumière. Notamment Pilea peperomioides, plus communément nommée « plante à monnaie chinoise », une petite plante succulente originaire de Chine au feuillage presque parfaitement rond. Citons aussi Pilea cadierei, dont le feuillage vert et argenté lui vaut le nom vernaculaire de « plante aluminium », et Pilea involucrata aux feuilles gaufrées panachées de brun. 

## Classification
Ce genre a été décrit en 1821 par le botaniste britannique John Lindley.
En classification phylogénétique APG IV (2016) comme en classification classique de Cronquist (1981), il est assigné à la famille des Urticaceae. Avec 600 à 715 espèces, c'est le plus vaste genre de cette famille. C'est aussi l'un des plus vastes genres des Rosidées, en classification phylogénétique, ou des Urticales, en classification classique.

### Liste d'espèces
Selon The Plant List (1 mai 2020) :
- Pilea acuminata Liebm.
- Pilea adamsiana A.K. Monro
- Pilea alaotrae Leandri
- Pilea alfaroana Al. Rodr. & A.K. Monro
- Pilea alsinifolia Wedd.
- Pilea amplistipulata C.J. Chen
- Pilea andringitrensis Leandri
- Pilea angolensis (Hiern) Rendle
- Pilea angulata (Blume) Blume
- Pilea angustata Killip
- Pilea angustifolia Killip
- Pilea anisophylla (Hook. f.) Wedd.
- Pilea antioquensis Killip
- Pilea apiculata Killip
- Pilea approximata C.B. Clarke
- Pilea aquarum Dunn
- Pilea arguta (Kunth) Wedd.
- Pilea attenuata Killip
- Pilea auricularis C.J. Chen
- Pilea auriculata Liebm.
- Pilea bambuseti Engl.
- Pilea bambusifolia C.J. Chen
- Pilea basicordata W.T. Wang
- Pilea bassleriana Killip
- Pilea baurii B.L. Rob.
- Pilea beguinotii Cufod.
- Pilea bemarivensis Leandri
- Pilea boehmerioides Wedd.
- Pilea boiviniana Wedd.
- Pilea boniana Gagnep.
- Pilea botterii Killip
- Pilea bracteosa Wedd.
- Pilea buchtienii Killip
- Pilea cadierei Gagnep. & Guillaumin
- Pilea callicometes Leandri
- Pilea callitrichioides (Kunth) Kunth
- Pilea cangyuanensis H.W. Li
- Pilea capitata Baker
- Pilea capitellata Wedd.
- Pilea carnosula Wedd.
- Pilea cavaleriei H. Lév.
- Pilea centradenioides Seem.
- Pilea ceratocalyx Wedd.
- Pilea chartacea C.J. Chen
- Pilea chiapensis Killip
- Pilea chiriquina Killip
- Pilea citriodora Wedd.
- Pilea conjugalis A.K.Monro
- Pilea cordifolia Hook. f.
- Pilea cordistipulata C.J. Chen
- Pilea cornmanae Killip
- Pilea cornuto-cucullata Cufod.
- Pilea corona A.K.Monro
- Pilea costaricensis Donn.Sm.
- Pilea costata Killip
- Pilea cruegeriana Wedd.
- Pilea cushiensis Killip
- Pilea cymbifolia Rusby
- Pilea daguensis Killip
- Pilea dauciodora Pav. ex Wedd.
- Pilea delicatula Killip
- Pilea depressa (Sw.) Blume
- Pilea digitata A.K. Monro
- Pilea diversifolia Wedd.
- Pilea dolichocarpa C.J. Chen
- Pilea dombeyana Wedd.
- Pilea donnell-smithiana Killip
- Pilea ecboliophylla Donn. Sm.
- Pilea elegans Gay
- Pilea elegantissima C.J. Chen
- Pilea elliptica Wedd.
- Pilea elliptilimba C.J. Chen
- Pilea falcata Liebm.
- Pilea fallax Wedd.
- Pilea fasciata Wedd.
- Pilea fendleri Killip
- Pilea filipes Rusby
- Pilea flexuosa Wedd.
- Pilea foliosa Killip
- Pilea fontana (Lunell) Rydb.
- Pilea forgetii N.E.Br.
- Pilea funkikensis Hayata
- Pilea gallowayana Killip
- Pilea gamboana Al. Rodr. & A.K. Monro
- Pilea gansuensis C.J. Chen & Z.X. Peng
- Pilea glaberrima (Blume) Blume
- Pilea glabra S.Watson
- Pilea goetzei Engl.
- Pilea gomeziana W.C. Burger
- Pilea goudotiana Wedd.
- Pilea grandifolia Blume
- Pilea haenkei Killip
- Pilea herniarioides (Sw.) Lindl.
- Pilea herrerae Al.Rodr. & A.K.Monro
- Pilea hexagona C.J. Chen
- Pilea hilariana Wedd.
- Pilea hilliana Hand.-Mazz.
- Pilea hirsuta Wedd.
- Pilea hitchcockii Killip
- Pilea holstii Engl.
- Pilea hookeriana Wedd.
- Pilea howelliana Hand.-Mazz.
- Pilea humbertii Leandri
- Pilea hyalina Fenzl
- Pilea hydrocotyliflora Killip
- Pilea imparifolia Wedd.
- Pilea inaequalis (Juss. ex Poir.) Wedd.
- Pilea insolens Wedd.
- Pilea involucrata (Sims) C.H.Wright & Dewar
- Pilea irrorata Donn. Sm.
- Pilea ivohibeensis Leandri
- Pilea jamesoniana Wedd.
- Pilea johnstonii Oliv.
- Pilea killipiana Standl. & Steyerm.
- Pilea krugii Urb.
- Pilea lamioides Wedd.
- Pilea latifolia Wedd.
- Pilea lindeniana Wedd.
- Pilea linearifolia C.J. Chen
- Pilea lokohensis Leandri
- Pilea lomatogramma Hand.-Mazz.
- Pilea longibracteolata Al. Rodr., A.K. Monro & L. Acosta
- Pilea longicaulis Hand.-Mazz.
- Pilea longifolia Baker
- Pilea longipedunculata S.S. Chien & C.J. Chen
- Pilea losensis Killip
- Pilea lucens (Poir.) Wedd.
- Pilea macbridei Killip
- Pilea macrocarpa C.J. Chen
- Pilea macrocystolithica Killip
- Pilea magnicarpa A.K. Monro
- Pilea margarettae Britton
- Pilea marginata Wedd.
- Pilea martinii (H. Lév.) Hand.-Mazz.
- Pilea matama A.K.Monro
- Pilea matsudai Yamam.
- Pilea media C.J. Chen
- Pilea medogensis C.J. Chen
- Pilea melastomoides (Poir.) Wedd.
- Pilea menghaiensis C.J. Chen
- Pilea mexicana Wedd.
- Pilea microcardia Hand.-Mazz.
- Pilea microphylla (L.) Liebm.
- Pilea minutiflora Krause
- Pilea mollis Wedd.
- Pilea monilifera Hand.-Mazz.
- Pilea moragana Al. Rodr. & A.K. Monro
- Pilea multicaulis Urb.
- Pilea multicellularis C.J. Chen
- Pilea multiflora (Poir.) Wedd.
- Pilea mutisiana (Spreng.) Wedd.
- Pilea myriantha Killip
- Pilea myriophylla Killip
- Pilea napoana Gilli
- Pilea nerteroides Killip
- Pilea nitida Wedd.
- Pilea notata C.H. Wright
- Pilea nummulariifolia (Sw.) Wedd.
- Pilea nutans Wedd.
- Pilea obetiifolia Killip
- Pilea opaca (Lunell) Rydb.
- Pilea ophioderma Killip
- Pilea ovalis Griseb.
- Pilea oxyodon Wedd.
- Pilea pallida Killip
- Pilea paniculigera C.J. Chen
- Pilea pansamalana Donn. Sm.
- Pilea parietaria (L.) Blume
- Pilea pauciflora C.J. Chen
- Pilea pauciserrata Killip
- Pilea pavonii Wedd.
- Pilea pellionioides C.J. Chen
- Pilea peltata Hance
- Pilea penninervis C.J. Chen
- Pilea peperomioides Diels
- Pilea peploides (Gaudich.) Hook. & Arn.
- Pilea perrieri Leandri
- Pilea pichisana Killip
- Pilea picta Herzog
- Pilea pittieri Killip
- Pilea plataniflora C.H. Wright
- Pilea pleuroneura Donn. Sm.
- Pilea plumulosa A.K.Monro
- Pilea poeppigiana Wedd.
- Pilea portulacina (Spreng.) Blume
- Pilea pseudonotata C.J. Chen
- Pilea ptericlada Donn.Sm.
- Pilea pteridophylla A.K. Monro
- Pilea pteropodon Wedd.
- Pilea pubescens Liebm.
- Pilea pulegifolia (Poir.) Wedd.
- Pilea pumila (L.) A. Gray
- Pilea punctata (Kunth) Wedd.
- Pilea purulensis Donn. Sm.
- Pilea pusilla K. Krause
- Pilea quadrata A.K. Monro
- Pilea quercifolia Killip
- Pilea racemiformis C.J. Chen
- Pilea racemosa (Royle) Tuyama
- Pilea ramosissima Killip
- Pilea receptacularis C.J. Chen
- Pilea rhizobola Miq.
- Pilea rhombea (L.f.) Liebm.
- Pilea rhombifolia Killip
- Pilea richardii Urb.
- Pilea riopalenquensis A.H. Gentry & Dodson
- Pilea riparia Donn. Sm.
- Pilea rivularis Wedd.
- Pilea rostellata C.J. Chen
- Pilea rostulata A.K. Monro
- Pilea rotundata Griseb.
- Pilea rotundinucula Hayata
- Pilea rubriflora C.H. Wright
- Pilea rugosissima Killip
- Pilea rusbyi (Britton) Killip
- Pilea salwinensis (Hand.-Mazz.) C.J. Chen
- Pilea sanctae-crucis Liebm.
- Pilea schimpffii Diels
- Pilea scripta (Buch.-Ham. ex D. Don) Wedd.
- Pilea selbyanorum Dodson & A.H. Gentry
- Pilea semidentata Wedd.
- Pilea semisessilis Hand.-Mazz.
- Pilea senarifolia Donn. Sm.
- Pilea serpyllifolia (Poir.) Wedd.
- Pilea serratifolia Wedd.
- Pilea sinocrassifolia C.J. Chen
- Pilea sinofasciata C.J. Chen
- Pilea skutchii Killip
- Pilea somai Hayata
- Pilea spinulosa C.J. Chen
- Pilea spruceana Wedd.
- Pilea squamosa C.J. Chen
- Pilea strigosa Wedd.
- Pilea subamplexicaulis Killip
- Pilea subcoriacea (Hand.-Mazz.) C.J. Chen
- Pilea subedentata S.S. Chien & C.J. Chen
- Pilea sublobata Rusby
- Pilea sublucens Wedd.
- Pilea submissa Wedd.
- Pilea succulenta Wedd.
- Pilea suffruticosa K. Krause
- Pilea supersedens Leandri
- Pilea swinglei Merr.
- Pilea symmeria Wedd.
- Pilea tabularis C.C. Berg
- Pilea tatamensis Killip
- Pilea tatei Killip
- Pilea tenerrima Miq.
- Pilea ternifolia Wedd.
- Pilea tetraphylla (Steud.) Blume
- Pilea tetrapoda Killip
- Pilea thouarsiana Wedd.
- Pilea tilarana W.C. Burger
- Pilea topensis Diels
- Pilea trianthemoides (Sw.) Lindl.
- Pilea trichomanophylla A.K. Monro
- Pilea trichosanthes Wedd.
- Pilea tridentata Killip
- Pilea trilobata (Savigny) Wedd.
- Pilea tripartita A.K.Monro
- Pilea triradiata Killip
- Pilea tsaratananensis Leandri
- Pilea tsiangiana F.P. Metcalf
- Pilea tungurahuae Killip
- Pilea tutensis A.K. Monro
- Pilea umbriana Killip
- Pilea umbrosa Blume
- Pilea unciformis C.J. Chen
- Pilea urticella Wedd.
- Pilea usambarensis Engl.
- Pilea variegata (Spreng.) Seem.
- Pilea vegasana Killip
- Pilea verbascifolia (Savigny) Wedd.
- Pilea verrucosa Killip
- Pilea villicaulis Hand.-Mazz.
- Pilea vulcanica Liebm.
- Pilea weberbaueri Killip
- Pilea wightii Wedd.
- Pilea yunquensis Britton & P.Wilson

Selon Tropicos (1 mai 2020) (Attention liste brute contenant possiblement des synonymes) :
- Pilea abbreviata Urb. & Ekman
- Pilea acanthospermoides Urb. & Ekman
- Pilea acuminata Liebm.
- Pilea acunae Grudz.
- Pilea adamsiana A.K. Monro
- Pilea aena Killip
- Pilea affinis C.V. Morton
- Pilea alaotrae Leandri
- Pilea alfaroana Al. Rodr. & A.K. Monro
- Pilea alongensis Gagnep.
- Pilea alpestris Fawc. & Rendle
- Pilea alpina Urb.
- Pilea alsinifolia Wedd.
- Pilea alternifolia Urb. & Ekman
- Pilea ambecarpa Urb.
- Pilea amplistipulata C.J. Chen
- Pilea andersonii C.D. Adams
- Pilea andringitrensis Leandri
- Pilea angolensis (Hiern) Rendle
- Pilea angulata (Blume) Blume
- Pilea angustata Killip
- Pilea angustifolia Killip
- Pilea anisophylla (Hook. f.) Wedd.
- Pilea anivoranensis Leandri
- Pilea anomala Wedd.
- Pilea ansincola Urb. & Ekman
- Pilea anthotricha Urb.
- Pilea antioquensis Killip
- Pilea aparadensis P.Brack
- Pilea apiculata Killip
- Pilea appendiciliata Fawc. & Rendle
- Pilea approximata C.B. Clarke
- Pilea aquarum Dunn
- Pilea argentea Killip
- Pilea arguta (Kunth) Wedd.
- Pilea aripoensis Britton
- Pilea articulata Wedd.
- Pilea astrogramma Miq.
- Pilea atroviridis Baker
- Pilea attenuata Killip
- Pilea auricularis C.J. Chen
- Pilea auriculata Liebm.
- Pilea balansae Gagnep.
- Pilea balfourii Baker
- Pilea baltenweckii Urb.
- Pilea bambuseti Engl.
- Pilea bambusifolia C.J. Chen
- Pilea barahonensis Urb.
- Pilea barbiflora Urb. & Ekman
- Pilea basicordata W.T. Wang
- Pilea basilensis Urb.
- Pilea bassleriana Killip
- Pilea baurii B.L. Rob.
- Pilea baviensis Gagnep.
- Pilea beguinotii Cufod.
- Pilea bemarivensis Leandri
- Pilea benguetensis C.B. Rob.
- Pilea betulifolia Wedd.
- Pilea bicolor Urb.
- Pilea bisepala H. St. John
- Pilea bissei Grudz.
- Pilea blinii H. Lév.
- Pilea boehmerioides Wedd.
- Pilea boiviniana Wedd.
- Pilea boniana Gagnep.
- Pilea borbonica Marais
- Pilea botterii Killip
- Pilea brachyclada Urb.
- Pilea brachypila Urb.
- Pilea bracteosa Wedd.
- Pilea brasiliensis Gaglioti, Romaniuc & A.K. Monro
- Pilea brevicornuta Hayata
- Pilea brevipetiolata Urb. & Ekman
- Pilea brevistipula Urb.
- Pilea brittoniae Urb.
- Pilea buchenavii Urb.
- Pilea buchtienii Killip
- Pilea bullata Britton
- Pilea cacuminum Urb. & Ekman
- Pilea cadetii Marais
- Pilea cadierei Gagnep. & Guillaumin
- Pilea caespitosa Urb.
- Pilea callicometes Leandri
- Pilea callitrichioides (Kunth) Kunth
- Pilea cangyuanensis H.W. Li
- Pilea capillipes Urb.
- Pilea capitata Baker
- Pilea capitellata Wedd.
- Pilea cardiophylla Urb.
- Pilea caribaea Urb.
- Pilea carnosa Britton
- Pilea carnosula Wedd.
- Pilea castronis Killip
- Pilea cataractae Marais
- Pilea caudata H.J.P. Winkl.
- Pilea caulescens Urb.
- Pilea cavaleriei H. Lév.
- Pilea cellulosa Urb.
- Pilea centradenioides Seem.
- Pilea cephalantha Wedd.
- Pilea cephalophora Urb.
- Pilea ceratocalyx Wedd.
- Pilea ceratomera Wedd.
- Pilea ceratosanthes Wedd.
- Pilea chamaedrys Wedd.
- Pilea chamaesyce Urb. & Ekman
- Pilea chartacea C.J. Chen
- Pilea chevalieri Schnell
- Pilea chiapensis Killip
- Pilea chiriquina Killip
- Pilea chloroclada Urb.
- Pilea chotardiana Urb. & Ekman
- Pilea christiaensenii Lambinon
- Pilea christii Urb.
- Pilea chrysosplenioides Wedd.
- Pilea ciliaris (L.) Wedd.
- Pilea ciliata Blume
- Pilea citriodora Wedd.
- Pilea clandestina Wedd.
- Pilea clarana Urb.
- Pilea clementis Britton
- Pilea cocottei Marais
- Pilea commersoniana Wedd.
- Pilea comorensis Engl.
- Pilea confusa C.V. Morton
- Pilea conjugalis A.K. Monro
- Pilea consanguinea Wedd.
- Pilea cordifolia Hook. f.
- Pilea cordistipulata C.J. Chen
- Pilea cornmaniae Killip
- Pilea cornutocucullata Cufod.
- Pilea corona A.K. Monro
- Pilea coronopifolia Urb. & Ekman
- Pilea corymbosa Blume
- Pilea costaricensis Donn. Sm.
- Pilea costata Killip
- Pilea cowellii Britton
- Pilea crassifolia Blume
- Pilea crateriforma F.P. Metcalf
- Pilea crenata Britton
- Pilea crenulata (Sw.) Urb.
- Pilea crucensis Wedd.
- Pilea cruegeriana Wedd.
- Pilea cubensis Wedd.
- Pilea cucullata Urb. & Ekman
- Pilea cuneatifolia Yamam.
- Pilea cuneiformis (Savigny) Wedd.
- Pilea cuprea K. Krause
- Pilea cushiensis Killip
- Pilea cyclophora Urb.
- Pilea cyclophylla Urb. & Ekman
- Pilea cymbifolia Rusby
- Pilea daguensis Killip
- Pilea dauciodora Wedd.
- Pilea delicatula Killip
- Pilea deltoidea Liebm.
- Pilea dendrophila Miq.
- Pilea depressa (Sw.) Blume
- Pilea diandra Urb.
- Pilea dictyocarpa Urb.
- Pilea dielsiana Hand.-Mazz.
- Pilea digitata A.K. Monro
- Pilea discolor Killip
- Pilea dispar Urb.
- Pilea distachys Yamam.
- Pilea distantifolia Urb.
- Pilea diversifolia Wedd.
- Pilea diversissima Killip
- Pilea dolichocarpa C.J. Chen
- Pilea dombeyana Wedd.
- Pilea domingensis Urb.
- Pilea donnell-smithiana Killip
- Pilea duchassaingii Urb.
- Pilea dussii Urb.
- Pilea ecboliophylla Donn. Sm.
- Pilea effusa H.J.P. Winkl.
- Pilea ekmanii Urb.
- Pilea elatostematifolia Hauman
- Pilea elegans Gay
- Pilea elegantissima C.J. Chen
- Pilea elizabethae Fawc. & Rendle
- Pilea elliptica Hook. f.
- Pilea elliptifolia B.L. Shih & Yuen P. Yang
- Pilea elliptilimba C.J. Chen
- Pilea engleri Rendle
- Pilea entradana Philipson
- Pilea ermitensis Britton
- Pilea erosa Urb.
- Pilea fairchildiana Jestrow & Jiménez Rodr.
- Pilea falcata Liebm.
- Pilea fallax Wedd.
- Pilea fasciata Wedd.
- Pilea fendleri Killip
- Pilea filicina Killip
- Pilea filipes Rusby
- Pilea flammula P.Brack
- Pilea flavicaulis Urb. & Britton
- Pilea flexuosa Wedd.
- Pilea floribunda Baker
- Pilea floridana Urb.
- Pilea foetida Urb. & Ekman
- Pilea foliosa Killip
- Pilea fontana (Lunell) Rydb.
- Pilea foreroi A.H. Gentry
- Pilea forgetii N.E. Br.
- Pilea formonensis Urb. & Ekman
- Pilea formosa Urb.
- Pilea forsythiana Wedd.
- Pilea franquevilleana Wedd.
- Pilea frutescens Urb.
- Pilea fruticulosa C.V. Morton
- Pilea fuertesii Urb.
- Pilea funkikensis Hayata
- Pilea fuscata Liebm.
- Pilea gallowayana Killip
- Pilea gamboana Al. Rodr. & A.K. Monro
- Pilea gansuensis C.J. Chen & Z.X. Peng
- Pilea geminata Urb.
- Pilea gesnerioides Grudz.
- Pilea glaberrima (Blume) Blume
- Pilea glabra S. Watson
- Pilea glaucophylla Killip
- Pilea globosa Wedd.
- Pilea glomerata Griseb.
- Pilea gnidioides Griseb.
- Pilea godetiana Urb. & Ekman
- Pilea goetzei Engl.
- Pilea goglado Blume
- Pilea gomeziana W.C. Burger
- Pilea gonavensis Urb.
- Pilea goudotiana Wedd.
- Pilea gracilior Urb. & Ekman
- Pilea gracilipes Killip
- Pilea gracilis Hand.-Mazz.
- Pilea grandifolia Blume
- Pilea granmae Grudz.
- Pilea granulata Urb. & Ekman
- Pilea guirana Urb.
- Pilea guyanensis Wedd.
- Pilea gyrophylla Urb.
- Pilea haenkei Killip
- Pilea haitensis Wedd.
- Pilea hamaoi Makino
- Pilea harrisii Griseb.
- Pilea hazeni Killip
- Pilea helwigii Urb. & Ekman
- Pilea hemisphaerica Urb. & Ekman
- Pilea henryana C.H. Wright
- Pilea hepatica Urb. & Ekman
- Pilea herniarioides (Sw.) Lindl.
- Pilea herrerae Al. Rodr. & A.K. Monro
- Pilea heteronema Griseb.
- Pilea hexagona C.J. Chen
- Pilea hilariana Wedd.
- Pilea hilliana Hand.-Mazz.
- Pilea hirsuta Wedd.
- Pilea hispaniolana Acev.-Rodr.
- Pilea hitchcockii Killip
- Pilea holstii Engl.
- Pilea hookeriana Wedd.
- Pilea howardiana Skean & Judd
- Pilea howelliana Hand.-Mazz.
- Pilea hugelii Blume
- Pilea humbertii Leandri
- Pilea hyalina Fenzl
- Pilea hydra P.Brack
- Pilea hydrocotyliflora Killip
- Pilea hypnophila Baker
- Pilea imparifolia Wedd.
- Pilea impressa Urb.
- Pilea inaequalis Wedd.
- Pilea incarum Killip
- Pilea insignis Blume
- Pilea insolens Wedd.
- Pilea integrifolia Liebm.
- Pilea intermedia Urb.
- Pilea involucrata (Sims) Urb.
- Pilea irrorata Donn. Sm.
- Pilea iteophylla Urb. & Ekman
- Pilea ivohibeensis Leandri
- Pilea jamesoniana Wedd.
- Pilea japonica (Maxim.) Hand.-Mazz.
- Pilea javanica Wedd.
- Pilea jeremiensis Urb. & Ekman
- Pilea johnstonii Oliv.
- Pilea jujuyensis Sorarú
- Pilea kankaoensis Hayata
- Pilea khasiana (Hook. f.) C.J. Chen
- Pilea killipiana Standl. & Steyerm.
- Pilea kingii C.E.C. Fisch.
- Pilea kiwuensis Engl.
- Pilea krugii Urb.
- Pilea laciniata Urb.
- Pilea laevicaulis Wedd.
- Pilea lamiifolia Fawc. & Rendle
- Pilea lamioides Wedd.
- Pilea lanceolata Wedd.
- Pilea langsonensis Gagnep.
- Pilea lapidincola Urb. & Ekman
- Pilea latifolia Wedd.
- Pilea laurea C.D. Adams
- Pilea laxa Wedd.
- Pilea leptocardia Urb.
- Pilea leptogramma Urb.
- Pilea leptophylla Urb.
- Pilea libanensis Urb.
- Pilea lindeniana Wedd.
- Pilea linearifolia C.J. Chen
- Pilea lineolata Urb.
- Pilea lippioides Killip
- Pilea lobulata Urb.
- Pilea loeseneri Urb. & Ekman
- Pilea lokohensis Leandri
- Pilea lomatogramma Hand.-Mazz.
- Pilea longibracteolata Al. Rodr., A.K. Monro & L. Acosta
- Pilea longicaulis Hand.-Mazz.
- Pilea longifolia Baker
- Pilea longipedunculata S.S. Chien & C.J. Chen
- Pilea longipes Liebm.
- Pilea losensis Killip
- Pilea lucens (Savigny) Wedd.
- Pilea lucida Blume
- Pilea luisiana Urb. & Ekman
- Pilea lundii Liebm.
- Pilea lurida C. Wright
- Pilea macbridei Killip
- Pilea macrantha Killip
- Pilea macrocarpa C.J. Chen
- Pilea macrocystolithica Killip
- Pilea macrodonta Baker
- Pilea macrophylla Rusby
- Pilea macropoda Baker
- Pilea maculata Urb. & Ekman
- Pilea magambensis Engl.
- Pilea magnicarpa A.K. Monro
- Pilea manniana Wedd.
- Pilea margarettae Britton
- Pilea marginata Wedd.
- Pilea martinii (H. Lév.) Hand.-Mazz.
- Pilea matama A.K. Monro
- Pilea matheuxiana Urb. & Ekman
- Pilea matsudai Yamam.
- Pilea matthewii Dorr & Stergios
- Pilea maximiliani Miq.
- Pilea maxonii Britton
- Pilea mayarensis C.V. Morton
- Pilea media C.J. Chen
- Pilea medogensis C.J. Chen
- Pilea melastomoides (Poir.) Wedd.
- Pilea membranacea Britton & P. Wilson
- Pilea menghaiensis C.J. Chen
- Pilea mexicana Wedd.
- Pilea microcardia Hand.-Mazz.
- Pilea micromeriifolia Britton
- Pilea microphylla (L.) Liebm.
- Pilea microrhombea Urb.
- Pilea miguelii Dorr & Stergios
- Pilea mildbraedii (Engl.) Engl.
- Pilea mimema Standl. & Steyerm.
- Pilea minguetii Urb.
- Pilea minima Guha
- Pilea minor Yamam.
- Pilea minuta C.B. Clarke
- Pilea minutepilosa Hayata
- Pilea minutiflora Krause
- Pilea miyakei Yamam.
- Pilea modesta Baker
- Pilea mollis Wedd.
- Pilea mongolica Wedd.
- Pilea monilifera Hand.-Mazz.
- Pilea montana Wedd.
- Pilea mooreana (Hiern) K. Schum.
- Pilea moragana Al. Rodr. & A.K. Monro
- Pilea mornicola Urb.
- Pilea moroniana Urb.
- Pilea morseana Hand.-Mazz.
- Pilea multicaulis Urb.
- Pilea multicellularis C.J. Chen
- Pilea multiflora (Poir.) Wedd.
- Pilea mutisiana (Spreng.) Wedd.
- Pilea myriantha Killip
- Pilea myriophylla Killip
- Pilea nana Liebm.
- Pilea nanchuanensis C.J. Chen
- Pilea napoana Gilli
- Pilea neglecta Britton
- Pilea nerteroides Killip
- Pilea nguruensis Friis & I. Darbysh.
- Pilea nicholasii Dorr & Stergios
- Pilea nidiae Dorr & Stergios
- Pilea nigrescens Griseb.
- Pilea nipensis Urb.
- Pilea nitida Wedd.
- Pilea nokozanensis Yamam.
- Pilea norlindii Urb.
- Pilea notata C.H. Wright
- Pilea nudicaulis (Sw.) Wedd.
- Pilea nummulariifolia (Sw.) Wedd.
- Pilea nutans Wedd.
- Pilea obesa Wedd.
- Pilea obetiifolia Killip
- Pilea oblanceolata Fawc. & Rendle
- Pilea obliqua Hook. f.
- Pilea obovata Guha
- Pilea obscura C.V. Morton
- Pilea obtusangula Urb.
- Pilea obtusata Liebm.
- Pilea opaca (Lunell) Rydb.
- Pilea ophioderma Killip
- Pilea ophiticola Borhidi
- Pilea orbiculata Killip
- Pilea ordinata C.D. Adams
- Pilea orientalis C.V. Morton
- Pilea ornatifolia Killip
- Pilea ovalifolia Britton & P. Wilson
- Pilea ovalis Griseb.
- Pilea ovatinucula Hayata
- Pilea oxyodon Wedd.
- Pilea pachycarpa Wedd.
- Pilea pachycaulis Urb.
- Pilea pachycephala Urb.
- Pilea pallida Killip
- Pilea palustris Urb.
- Pilea paniculigera C.J. Chen
- Pilea pansamalana Donn. Sm.
- Pilea panzhihuaensis C.J. Chen, A.K. Monro & L. Chen
- Pilea parciflora Urb.
- Pilea parietaria (L.) Blume
- Pilea pauciflora C.J. Chen
- Pilea pauciserrata Killip
- Pilea pavonii Wedd.
- Pilea pedroi Grudz.
- Pilea peladerosi Grudz.
- Pilea pellionioides C.J. Chen
- Pilea peltata Hance
- Pilea pendula C. Wright ex Griseb.
- Pilea pennellii Killip
- Pilea penninervis C.J. Chen
- Pilea pentasepala Hand.-Mazz.
- Pilea peperomiifolia Liebm.
- Pilea peperomioides Diels
- Pilea peplidifolia Schltdl.
- Pilea peploides (Gaudich.) Hook. & Arn.
- Pilea peregrina (Griseb.) Grudz. & P. Herrera
- Pilea perfragilis Ekman
- Pilea perrieri Leandri
- Pilea petelotii Gagnep.
- Pilea petiolaris (Siebold & Zucc.) Blume
- Pilea phaeocarpa Urb.
- Pilea phenacoides Killip
- Pilea pichisana Killip
- Pilea picta Herzog
- Pilea pilea lamiifolia Fawc. & Rendle
- Pilea pilea spathulifolia Groult
- Pilea pitresia Urb. & Ekman
- Pilea pittieri Killip
- Pilea plataniflora C.H. Wright
- Pilea pleuroneura Donn. Sm.
- Pilea plumieri Urb.
- Pilea plumulosa A.K. Monro
- Pilea poeppigiana Wedd.
- Pilea pollicaris Marais
- Pilea polyclada Urb.
- Pilea portlandiana C.D. Adams
- Pilea portoricensis Wedd.
- Pilea portula Liebm.
- Pilea portulacina (Spreng.) Blume
- Pilea proctorii C.D. Adams
- Pilea producta Blume
- Pilea propinqua Wedd.
- Pilea pseudonotata C.J. Chen
- Pilea pseudopetiolaris Hatus.
- Pilea pseudoverticillata Cordem.
- Pilea psilogyne Urb.
- Pilea ptericlada Donn. Sm.
- Pilea pteridophylla A.K. Monro
- Pilea pterocaulis (S.S. Chien) C.J. Chen
- Pilea pteropodon Wedd.
- Pilea pubescens Liebm.
- Pilea pulchra C.V. Morton
- Pilea pulegifolia (Poir.) Wedd.
- Pilea pumila (L.) A. Gray
- Pilea pumileoides Urb.
- Pilea punctata (Kunth) Wedd.
- Pilea puracensis Killip
- Pilea purpurea Killip
- Pilea purpurella C.J. Chen
- Pilea purulensis Donn. Sm.
- Pilea pusilla K. Krause
- Pilea putridicola Urb. & Ekman
- Pilea quadrata A.K. Monro
- Pilea quadrifolia A. Rich.
- Pilea quercifolia Killip
- Pilea quichensis Donn. Sm.
- Pilea racemiformis C.J. Chen
- Pilea racemosa (Royle) Tuyama
- Pilea radicans Wedd.
- Pilea radiculosa Urb.
- Pilea ramosissima Killip
- Pilea receptacularis C.J. Chen
- Pilea refracta Urb.
- Pilea repens (Sw.) Wedd.
- Pilea reticulata Wedd.
- Pilea rhexioides Liebm.
- Pilea rhizobola Miq.
- Pilea rhombea (L. f.) Liebm.
- Pilea rhombifolia Killip
- Pilea richardii Urb.
- Pilea riopalenquensis A.H. Gentry & Dodson
- Pilea riparia Donn. Sm.
- Pilea rivoriae Wedd.
- Pilea rivularis Wedd.
- Pilea robinsonii Elmer
- Pilea rojasiana Killip
- Pilea rostellata C.J. Chen
- Pilea rostulata A.K. Monro
- Pilea rotundata Griseb.
- Pilea rotundinucula Hayata
- Pilea rubiifolia Blume
- Pilea rubriflora C.H. Wright
- Pilea rufa Wedd.
- Pilea rufescens Fawc. & Rendle
- Pilea rugosa Wedd.
- Pilea rugosissima Killip
- Pilea rupicola Wedd.
- Pilea rusbyi (Britton) Killip
- Pilea salentana Killip
- Pilea salicifolia Wedd.
- Pilea salwinensis (Hand.-Mazz.) C.J. Chen
- Pilea samanensis Urb.
- Pilea sanctae-crucis Liebm.
- Pilea saxicola Urb.
- Pilea scandens Killip
- Pilea schimpffii Diels
- Pilea scripta (Buch.-Ham. ex D. Don) Wedd.
- Pilea scrobiculata Liebm.
- Pilea secunda S.S. Chien
- Pilea seemannii Killip
- Pilea selbyanorum Dodson & A.H. Gentry
- Pilea selleana Urb.
- Pilea semidentata Wedd.
- Pilea semisessilis Hand.-Mazz.
- Pilea senarifolia Donn. Sm.
- Pilea serpyllacea (Kunth) Liebm.
- Pilea serpyllifolia (Poir.) Wedd.
- Pilea serratifolia Wedd.
- Pilea serrulata Wedd.
- Pilea sessiliflora Wedd.
- Pilea sessilifolia (Savigny) Wedd.
- Pilea setigera Urb.
- Pilea sevillensis Britton
- Pilea shaferi Britton & P. Wilson ex León & Alain
- Pilea shizongensis A.K. Monro, C.J. Chen & Y.G. Wei
- Pilea siguaneana Britton
- Pilea silvicola Fawc. & Rendle
- Pilea simplex Urb.
- Pilea sinocrassifolia C.J. Chen
- Pilea sinofasciata C.J. Chen
- Pilea skutchii Killip
- Pilea smilacifolia Wedd.
- Pilea smithii Killip
- Pilea somai Hayata
- Pilea spathulata Griseb.
- Pilea spathulifolia Groult
- Pilea sphenophylla Urb.
- Pilea spicata C.J. Chen & A.K. Monro
- Pilea spinulosa C.J. Chen
- Pilea spruceana Wedd.
- Pilea squamosa C.J. Chen
- Pilea squamulata Urb. & Ekman
- Pilea standleyi Killip
- Pilea stelluligera Wedd.
- Pilea stenoneura H.J.P. Winkl.
- Pilea stenophylla Urb.
- Pilea stipulata Hutch. & Dalziel
- Pilea stipulosa (Miq.) Miq.
- Pilea stolonifera Wedd.
- Pilea strangulata Franch. & Sav.
- Pilea striata Urb.
- Pilea strigillosa Urb. & Ekman
- Pilea strigosa Wedd.
- Pilea subalpina Hand.-Mazz.
- Pilea subamplexicaulis Killip
- Pilea subcoriacea (Hand.-Mazz.) C.J. Chen
- Pilea subcrenata Blume
- Pilea subedentata S.S. Chien & C.J. Chen
- Pilea sublobata Rusby
- Pilea sublucens Wedd.
- Pilea submissa Wedd.
- Pilea subserrata Wedd.
- Pilea succulenta Hook. f.
- Pilea suffruticosa K. Krause
- Pilea sumideroensis Britton
- Pilea supersedens Leandri
- Pilea suta C.D. Adams
- Pilea swartzii Wedd.
- Pilea swinglei Merr.
- Pilea sylvatica Elmer
- Pilea symmeria Wedd.
- Pilea tabularis C.C. Berg
- Pilea taitoensis Hayata
- Pilea tarmensis Killip
- Pilea tatamensis Killip
- Pilea tatei Killip
- Pilea tenerrima Miq.
- Pilea tenuicaulis Urb.
- Pilea ternifolia Wedd.
- Pilea tetraphylla (Steud.) Blume
- Pilea tetrapoda Killip
- Pilea thouarsiana Wedd.
- Pilea thymifolia Blume
- Pilea tilarana W.C. Burger
- Pilea tippenhaueri Urb.
- Pilea tobagensis Urb.
- Pilea topensis Diels
- Pilea torbeciana Urb. & Ekman
- Pilea trianana Wedd.
- Pilea trianthemoides (Sw.) Lindl.
- Pilea trichomanophylla A.K. Monro
- Pilea trichosanthes Wedd.
- Pilea trichotoma Liebm.
- Pilea tridentata Killip
- Pilea trilobata (Savigny) Wedd.
- Pilea trinervia (Roxb.) Wight
- Pilea trinitensis Britton
- Pilea tripartita A.K. Monro
- Pilea triradiata Killip
- Pilea truncata Urb.
- Pilea tsaratananensis Leandri
- Pilea tsiangiana F.P. Metcalf
- Pilea tuerckheimii Donn. Sm.
- Pilea tungurahuae Killip
- Pilea tutensis A.K. Monro
- Pilea ulei Killip
- Pilea uliginosa Phil.
- Pilea umbellata (Bory) Wedd.
- Pilea umbriana Killip
- Pilea umbrosa Blume
- Pilea uncidens Wedd.
- Pilea unciformis C.J. Chen
- Pilea undulata Urb.
- Pilea uninervis Griseb.
- Pilea urerifolia Rusby
- Pilea urticella Wedd.
- Pilea urticifolia (L. f.) Blume
- Pilea usambarensis Engl.
- Pilea valenzuelae Urb.
- Pilea variegata (Spreng.) Seem.
- Pilea vegasana Killip
- Pilea velutinipes Hand.-Mazz.
- Pilea venosa Killip
- Pilea verbascifolia (Savigny) Wedd.
- Pilea veronicifolia Engl.
- Pilea verrucosa Killip
- Pilea villicaulis Hand.-Mazz.
- Pilea virgata Wedd.
- Pilea viridissima Makino
- Pilea vulcanica Liebm.
- Pilea vulcanicola Liebm.
- Pilea wattersii Hance
- Pilea weberbaueri Killip
- Pilea weddellii Fawc. & Rendle
- Pilea wightii Wedd.
- Pilea wilsonii Urb.
- Pilea worsdellii N.E. Br.
- Pilea wrightiana Wedd.
- Pilea wullschlaegelii Urb.
- Pilea wydleri Blume
- Pilea xalapensis Wedd.
- Pilea yarensis Britton
- Pilea yunckeri C.D. Adams
- Pilea yunquensis (Urb.) Britton & P. Wilson